# Балантидиаз
Балантидиаз (лат. balantidiasis) — протозойная инфекция, при которой происходит заражение человека инфузориями Balantidium coli, попадающих в организм больного от зараженных свиней. Механизм заражения фекально-оральный. Основные пути передачи: контактный, алиментарный, водный. Нозология относится к списку забытых болезней.
Заболевание развивается относительно редко, хотя в сельской местности до 4-5 % населения могут быть носителями данного микроорганизма. Инкубационный период в среднем составляет 10-15 дней (от 5 до 30 дней), заболевание может протекать остро, хронически, и в виде хронического носительства возбудителя. Клиника острого течения заболевания проявляется в виде колита или энтероколита. Также кишечная симптоматика сопровождается явлением общей интоксикации и подъёмом температуры. При хроническом течении заболевания интоксикация значительно менее выражена, на первое место выходят кишечные проявления болезни. Осложнением заболевания являются перфорация кишечника и перитонит.

## Возбудитель
Цисты очень крупной инфузории Balantidium coli относящаяся к кишечным простейшим. Живёт в кишечнике свиньи, где мало патогенна. При попадании цист в рот и пищевод человека проходит пищеварительный тракт и вызывает болезнь.

## Классификация
По типу: 
- типичная (манифестная форма);
- атипичная (латентная форма, или носительство).

По форме: 
- монопаразитоз;
- сочетанная форма (с амебиазом, с шигеллёзом).

По тяжести: 
- лёгкая форма;
- среднетяжёлая форма;
- тяжёлая форма.

По характеру течения:
- без осложнений;
- с осложнениями (перфорация язв кишечника, перитонит, кишечное кровотечение, кахексия, вторичная инфекция).

По характеру течения: 
- острое (до 1 – 1,5 мес.);
- хроническое (более 1 – 1,5 мес.):

- рецидивирующее;
- непрерывное.

## Симптомы
Основными симптомами заболевания являются:
- лихорадка (фебрильная);
- симптом интоксикации (слабость, головная боль, снижение аппетита);
- схваткообразные боли в нижних отделах живота. Толстая кишка спазмированна и болезненна;
- диарея (стул до 20 раз в сутки с гнилостным запахом);
- обложенность языка.
- гепатомегалия.

## Диагностика
Диагноз балантидиаз ставится на основании эпидемиологического анамнеза, а также лабораторных и инструментальных методов исследований.
К эпидемиологическим критериям постановки диагноза относятся:
- контакт больного с почвой, которая была заражена цистами балантидий;
- наличие зараженных свиней и поросят в окружении больного (фермерская деятельность);
- употребление в пищу зараженных продуктов.

Наиболее важным лабораторным подтверждением диагноза является копрологическое исследование. При наличие заболевания, в мазках жидких фекалий или в биоптатах из язв выявляются вегетативные формы балантидий или их цисты.
Инструментальная диагностика в основном используется для выявления степени тяжести заболевания или уже имеющихся осложнений. Основные методы инструментальной диагностики:
- рентгенография брюшной полости и малого таза (используется для выявления свободного газа в брюшной полости при перфорации стенки кишечника);
- фиброколоноскопия необходима для установления степени тяжести заболевания;
- УЗИ брюшной полости;
- лапароскопия[2].

## Лечение
При отсутствии жизнеугрожающих осложнений основным методом лечения является консервативное, которое включает:
- диету;
- этиотропную терапию;
- симптоматическую терапию;
- препараты для нормализации микрофлоры кишечника[2].

## Прогноз
Прогноз заболевания условно благоприятный, при своевременной диагностике и полноценном лечении заболевание полностью устраняется, трудоспособность полностью восстанавливается. 